# Pseudothiella hirtellae
Pseudothiella hirtellae är en svampart som först beskrevs av Henn., och fick sitt nu gällande namn av Franz Petrak 1928. Pseudothiella hirtellae ingår i släktet Pseudothiella och familjen Phyllachoraceae.   Inga underarter finns listade i Catalogue of Life.